# Церква Святої Преподобної Параскеви Сербської (Кошляки)
Церква Святої Преподобної Параскеви Сербської в Кошляках — парафія і храм Підволочиського благочиння Тернопільської єпархії Православної церкви України в селі Кошляки Тернопільського району Тернопільської области.

## Історія церкви
Перші згадки про церкву в Кошляках датуються 1775 роком. Згодом збудували новий храм, але він згорів у 1920 році. На його місці звели невелику капличку, де ще донедавна проводили відправи.
У 1935 році розпочали будівництво нового храму за проєктом архітектора Фелікса Пастушенка, але в 1939 році роботи призупинили. Основні богослужіння відбувалися в капличці, а на Різдво та Великдень — у недобудованому храмі.
У 1989–1994 роках під керівництвом Зеновія Щербатюка, за підтримки голови колгоспу Тараса Живчика, парафіян, голови церковного комітету Ярослава Тишка, священника Петра Жукевича та регента О. Шевчука, будівельні роботи були завершені.
У 2000 році храм освятили митрополит Тернопільський і Бучацький Василій, священник Петро Жукевич та священники із сусідніх парафій.
У 1882 році парафію відвідав митрополит Шумлянський Симбратович, а у 1933 році — заступник митрополита Андрея Шептицького, священник Іван Бучко.
У 2008 році парафію відвідав єпископ Тернопільський і Бучацький Нестор.

## Парохи
| Ім'я                   | Роки               | Коротка довідка                                                     | Світлини |
| ---------------------- | ------------------ | ------------------------------------------------------------------- | -------- |
| о. Василь Зафійовський | 1803—1809          |                                                                     |          |
| о. Іван Чировський     | 1810—1829          |                                                                     |          |
| о. Олекса Зафійовський | 1829—1830          |                                                                     |          |
| о. Михайло Глинський   | 1830—1831          |                                                                     |          |
| о. Микола Медлинський  | 1831—1842          |                                                                     |          |
| о. Андрій Мацієвський  | 1845—1851          |                                                                     |          |
| о. Кипріян Жуковський  | 1851—1900          |                                                                     |          |
| о. Теофіл Луцик        | 1901—1945          |                                                                     |          |
| о. Горохівський        | 1901—1945          |                                                                     |          |
| о. Юрій Будний         | 1901—1945          |                                                                     |          |
| о. Володимир Хома      | 1945—1978          | Богослов, композитор, художник. Володів багатьма іноземними мовами. |          |
| о. Степан Кебало       |                    |                                                                     |          |
| о. Валерій Кудряков    |                    |                                                                     |          |
| о. Петро Жукевич       | від 1983[джерело?] |                                                                     |          |